# Rolf Løvland
Rolf Undsæt Løvland (* 19. dubna 1955, Kristiansand) je norský hudební skladatel, textař, producent a klavírista. Spolu s irskou houslistkou Fionnualou Sherryovou založil new age skupinu Secret Garden, jejímž skladatelem, producentem a klávesistou se stal. Skupina byla založena pro soutěž Eurovison Song Contest v roce 1995 a podařilo se jí toho roku skutečně tuto soutěž vyhrát, se skladbou Nocturne, již složil právě Løvland. Bylo to již jeho druhé skladatelské vítězství v této soutěži, neboť v roce 1985 napsal píseň La det swinge, se kterou Cenu Eurovize vyhrálo duo Bobbysocks!. K jeho nejznámějším skladbám patří You Raise Me Up, jež se dočkala 500 coververzí po celém světě.